# Miami Medical
Miami Medical (anteriormente titulado Miami Trauma) es una serie dramática de televisión, creada por Jeffrey Lieber. Sigue la vida profesional y privada de un equipo de cirujanos de trauma.
La serie fue producida por Jerry Bruckheimer Television y Warner Bros. Television. Se estrenó en CBS el 2 de abril de 2010. En mayo de 2010, CBS anunció que la serie había sido cancelada, con el final de la serie prevista para el 2 de julio de 2010.

## Argumento
- Matthew Proctor: era un antiguo médico de la GI en una práctica independiente en Maryland. Se mudó a Miami después de que un accidente lo llevó a reconsiderar el rumbo de su vida.

- Eva Zambrano: se supone que será la próxima jefe de trauma, pero fue superada inesperadamente por el Dr. Proctor. Su padre era un cirujano de trauma en Cuba, pero cuando Zambrano tenía 6 desertó en una balsa, tuvo que dejar de fumar y centrarse en ser un padre en su lugar, utilizando la excusa de que su ego le impediría volver a empezar como Residente. La madre de la Dra. Zambrano murió a su llegada a los Estados Unidos.

- Chris Deleo: se disputa el ascenso a jefe de trauma, a pesar del hecho de que Eva era tres años mayor que él, pero ambos fueron inesperadamente sustituido por Matt Proctor. Chris ha trabajado en trauma dos años y medio, y tiene un hermano llamado Rick, que está alejado de Chris desde que eran jóvenes. Se reveló que Rick tenía cáncer y le dijo a Eva para que ella se lo dijera a Chris. Posteriormente, Rick paga todas sus deudas a Chris, pero Chris rompe el cheque, diciendo que es su único hermano y que le devolviera el dinero si él creía que iba a morir. Después de su tratamiento final en Miami Trauma, Rick dejó la cuenta del hospital para que pague Chris por su cuidado.

- Serena Warren: era un residente en el servicio de cirugía de trauma, que fue presentada a menudo como ingenua e inexperta. Ella menciona en un episodio que es un poco claustrofóbica ya que su hermano la encerró en un baúl cuando eran niños. Ella se muestra en la temporada 1, episodio 10 (Like a Hurricane) al tener dificultades para dar malas noticias a los pacientes. Además, en la temporada 1, episodio 9 (Diver Down), mostró su lado claustrofóbico otra vez cuando estaba encerrada en la cámara hiperbárica con dos pacientes de buceo gravemente heridos y tuvo que usar su guante de látex para ayudarse a no hiperventilar de la ansiedad sobre el límite en el espacio de la cámara.

- Tuck Brody: fue el única enfermero regular en el show. A menudo se le muestra como un miembro vital del equipo de trauma y ayuda a la humanidad de la serie, dando apoyo social a los pacientes, familias, médicos y equipo de trauma.

## Elenco
| Actor             | Personaje           | Rol                                                              | Episodios |
| ----------------- | ------------------- | ---------------------------------------------------------------- | --------- |
| Jeremy Northam    | Dr. Matthew Proctor | Doctor de Trauma, Equipo Alfa: Jefe de Miami Trauma One          | 1-13      |
| Lana Parrilla     | Dra. Eva Zambrano   | Compañera de Trauma, Equipo Alfa: Jefe Adjunto, Miami Trauma One | 1-13      |
| Mike Vogel        | Dr. Chris 'C' Deleo | Jefe de Residentes, Equipo Alfa: Miami Trauma One                | 1-13      |
| Elisabeth Harnois | Dra. Serena Warren  | Residente, Equipo Alfa: Miami Trauma One                         | 1-13      |
| Omar Gooding      | Tuck Brody, R.N.    | Enfermero a cargo, Equipo Alfa: Miami Trauma One                 | 1-13      |
| Andre Braugher    | Dr. William Rayner  | Doctor de Trauma, Jefe de Equipo de Trauma Alfa                  | 1         |
| Bailey Chase      | Rick Deleo          |                                                                  | 11, 13    |

## Episodios
| Ep. | Título                     | Título original     | Director             | Escritor                          | Emisión             |
| --- | -------------------------- | ------------------- | -------------------- | --------------------------------- | ------------------- |
| 1   | "Piloto"                   | “Pilot"             | Kenneth Fink         | Jeffrey Lieber                    | 2 de abril de 2010  |
| 2   | "88 Segundos"              | "88 Seconds"        | Paul McCrane         | Steven Maeda                      | 9 de abril de 2010  |
| 3   | "Lo que la verdad esconde" | “What Lies Beneath" | John Behring         | Liz Kruger & Craig Shapiro        | 16 de abril de 2010 |
| 4   | "Todos se caen"            | "All Fall Down"     | Danny Cannon         | Elle Triedman                     | 23 de abril de 2010 |
| 5   | "Hora de oro"              | “Golden Hour"       | Matt Earl Beesley    | Jeffrey Lieber & Scott Shapiro    | 30 de abril de 2010 |
| 6   | "Calle Cubana"             | “Calle Cubana"      | Nathan Hope          | Pamela Davis                      | 7 de mayo de 2010   |
| 7   | "Hombre sobre el camino"   | “Man on the Road"   | Eagle Egilsson       | Jeffrey Lieber                    | 14 de mayo de 2010  |
| 8   | "Un brazo y una pierna"    | “An Arm and a Leg"  | Paris Barclay        | Christina M. Kim & Scott Williams | 21 de mayo de 2010  |
| 9   | "Como un huracán"          | “Like a Hurricane"  | Karen Gaviola        | Scott Williams                    | 4 de junio de 2010  |
| 10  | "Zambullidor abajo"        | “Diver Down"        | Paul McCrane         | Christina M. Kim                  | 11 de junio de 2010 |
| 11  | "Tiempo de la muerte"      | “Time of Death"     | Chris Leitch         | Liz Kruger & Craig Shapiro        | 18 de junio de 2010 |
| 12  | "Abajo al hueso"           | “Down to the Bone"  | Frederick E. O. Toye | Pamela Davis & Elle Triedman      | 25 de junio de 2010 |
| 13  | "Curandero"                | “Medicine Man"      | Alex Zakrzewski      | Steven Maeda                      | 2 de julio de 2010  |